# Palazzo Del Nicchio-Milani
Il Palazzo del Nicchio-Milani (già Bracci Cambini) è un edificio storico italiano situato nel centro storico di Pisa.

## Descrizione
Collocato all’angolo di via Guglielmo Oberdan e Via Consoli del Mare, è un palazzo seicentesco a due piani (oltre il piano terra). 
La facciata è del XVII secolo, con ringhiera in ferro al terrazzo e portale a battenti intagliati a squame.
Al primo piano si trovano otto finestre, disposte simmetricamente, con cornice dotata di davanzali e timpani. Al secondo piano, nove finestre con cornici sono sormontate da aggetti orizzontali. La copertura, a capanna, si adagia su un cornicione arrotondato.
È noto che il palazzo venne affrescato da Giovan Battista Fanucci al piano nobile nella prima metà del XVIII e Domenico Tempesti e Jacopo Donati (1745-54) al piano terra. Ospitò per un periodo l’Accademia delle Belle Arti o forse solo una sua sezione, diretta da Alessandro Gherardesca.
Il Palazzo è adornato da affreschi tardo settecenteschi che potrebbero essere attribuiti ad Antonio Niccolini, come si potrebbe desumere anche dalle memorie del pittore-architetto:
(Franco Mancini, Scenografia napoletana dell’ottocento – Antonio Niccolini e il Neoclassico)

## Storia
Appartenne un tempo alla nobile famiglia del Nicchio, da cui prese nome il "Canto del Nicchio". Ai primi del secolo XIX apparteneva ad un marchese Spinola di Genova, stabilitosi a Pisa e da cui lo ereditarono i Serlupi. Da questi lo acquistarono poi i Guidotti.
A seguito della restaurazione granducale del 1814, Lussorio Bracci Cambini affitta un piano dell’edificio al Governatore di Pisa, Niccolò Viviani della Robbia, che vi risiedette con la famiglia: la moglie Blandina Cajsotti Gallean de Roubion e dai figli, tra cui Teresa (1801-36) chiamata “Emilia” dal poeta romantico inglese Percy Bysshe Shelley, per la quale provò un sentimento che lo portò a scriverle il poema in versi “Epipsychidion”. Fino al 1857 Palazzo del Nicchio appartenne ai Bracci Cambini, poi nell’ottobre 1834 venne ceduto al dott. Ranieri del fu Lorenzo Milani, mentre nel 1886 era nella disponibilità di Luisa Sordet vedova Milani e dei figli.

## Altre immagini

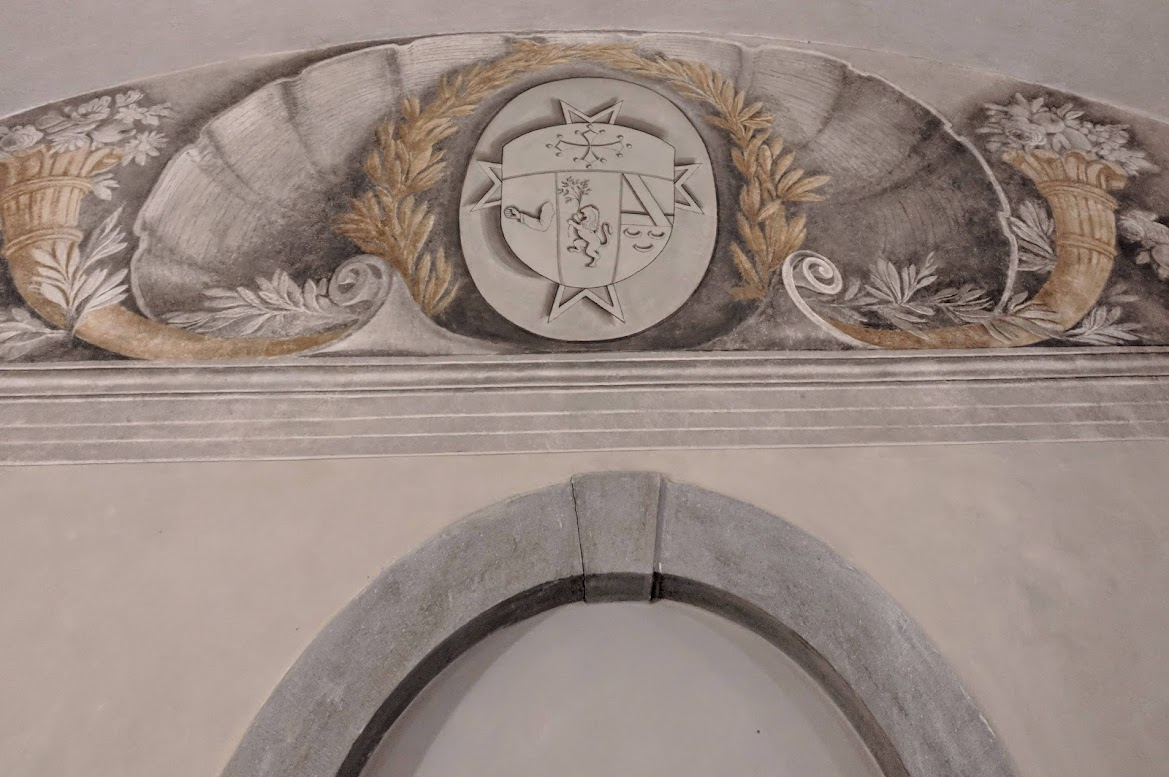
Affreschi dell'ingresso
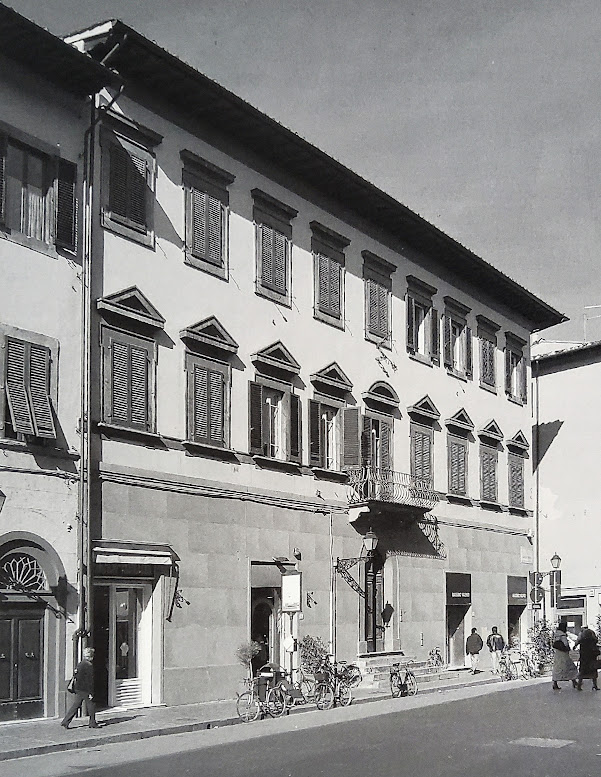
Palazzo del Nicchio / Milani